# Theodor I. Muzaka

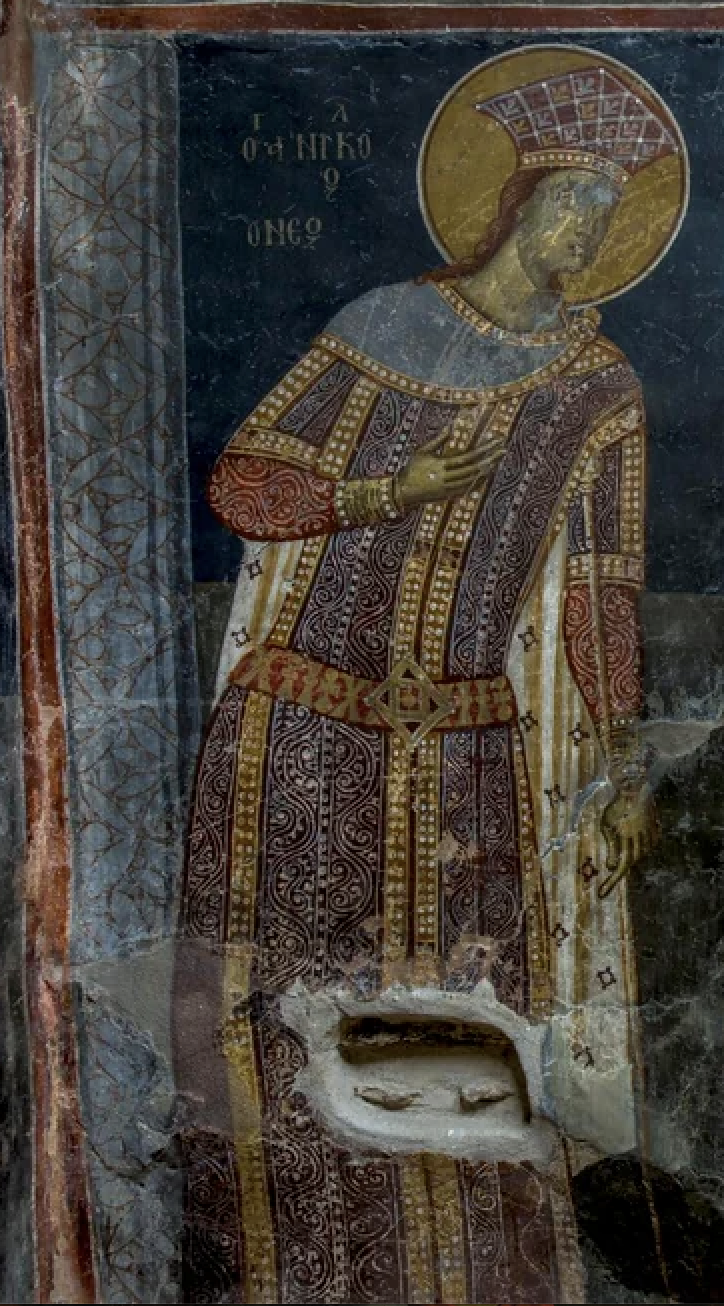
Theodor I. Muzaka, Fresko in der Athanasius-Kirche in Kastoria (14. Jahrhundert)

Theodor I. Muzaka (* Ende des 13. Jahrhunderts; † um 1335), Beiname Kischètisi („Langhaar“),  war ein albanischer Fürst.

## Leben
Theodor I., der Sohn von Andrea I. Muzaka, erbte nach dessen Tod im Jahr 1319 das Vermögen seines Vaters. Das Gebiet reichte von Myzeqeja  (albanisch auch Myzeqe; aromunisch Muzachia; italienisch Musachia) mit Zentrum Berat im heutigen Zentralalbanien, über Skrapar, Tomorrica nach Këlcyra im heutigen Südalbanien.
Theodor I., der den hohen byzantinischen Hoftitel Protosebastos trug, lebte in einer unruhigen Zeit. Nach der Ermordung des Despoten von Epirus, Thomas Komnenos Dukas Angelos (1296–1318), durch seinen Neffen Nikola Orsini, den Pfalzgrafen von Kefalonia, wurde dieser neuer Despot von Epirus. Diese Usurpation des Thrones rief Byzantiner, Anjou und Serben auf den Plan. Jeder versuchte, sich einen Anteil an dem zertrümmerten Despotat zu sichern. Der serbische König Stefan Uroš II. Milutin rüstete zur Unterwerfung von Albanien. Bereits im Juni 1319 nahm er den Titel eines Herrschers von Raszien, Dioclea, Albania und der Seeküste an. Sein nächstes Ziel war Dyrrachion im heutigen Albanien, das seit 1271 zum Königreich Neapel gehörte. Dort versuchte Stefan Uroš II. eine Partei für sich zu gewinnen. Noch 1319 fand ein Aufstand gegen die Anjou statt und die Bewohner der Stadt huldigten dem Serbenkönig.
Um dem weiteren Vordringen der Feinde, die von allen Seiten gegen die angevinischen Lande heranstürmten, entgegenzutreten, versuchte Philipp von Tarent aus dem älteren Haus Anjou (Fürst des Königreichs Albanien von 1294 bis 1332) seinen Bruder, den König Karl Martell von Ungarn und den Ban Wladin von Bosnien zum Bund gegen die Serben zu gewinnen. Zugleich ermahnte Papst Johannes XXII. die 1318 der „katholischen Kirche ergebenen „Großen“ Albaniens, den  Protosebastos Wilhelm Blevisti und Theodor I. Muzaka, den Mentulo oder Matarango, Graf von Clissania (Sohn von Theodor I.), den Andrea II. Muzaka (Sohn von Theodor I.), den Grafen Wladislaw Conovic von Dioclea und der Seeküste, den Grafen Wilhelm von Albanien, den Paulus (oder Paolo) Materanga (Schwiegersohn von Theodor I.) und die übrigen Barone des Landes treu bei dem Hause Tarent zu verharren und wo möglich das Ihrige zur Wiedereroberung der verlorenen Plätze zu tun.“
Theodor I. starb um 1335. Sein Nachfolger wurde sein ältester Sohn Andrea II. Muzaka.

## Nachkommen
Theodor hatte zwei Söhne:
- Andrea II. Muzaka (* 1319; † 1372),[6] Sebastokrator, „regni Albaniae marescallum“ (königlicher Marschall von Albanien); ⚭ Efthimijen (auch: Etinia, Onorata), Tochter von Paolo Matarango, Herr von Gora; ab 1335 Despot von Berat
- Mentulo oder Matarango, Graf von Clissania[7]